# Чертоза ди Ведана (Белуно)
Чертоза ди Ведана (итал. Certosa di Vedana) је насеље у Италији у округу Белуно, региону Венето.
Према процени из 2011. у насељу је живело 15 становника. Насеље се налази на надморској висини од 430 м.